# 県立安芸津病院
県立安芸津病院（けんりつあきつびょういん）は、広島県東広島市安芸津町三津にある地方独立行政法人広島県立病院機構が運営している医療機関。かつては広島県が運営した。

## 概要
1944年（昭和19年）に三井造船附属病院として開院。その後、日本医療団を経て、1948年（昭和23年）から県立安芸津病院となった。
東広島市安芸津町、竹原市及び豊田郡大崎上島町、さらに隣接する呉市安浦町を中心とする地域を診療圏域としている。地区医師会と協力して夜間・休日の二次救急輪番に参加するとともに、地域の医療機関や福祉施設からの要請に対応して当番日以外の日でも急患を受け入れている。
一方、少子化による産婦人科減少が波及し、当院の産婦人科も廃止された。
耐震性の不足や老朽化が課題となっており、県では2029年度に隣接地に移転新築する方針で、診療科数は維持しつつ病床数を約4割減らすこととしている。
2025年（令和7年）4月1日に独立行政法人広島県立病院機構の一員となる。

## 設置診療科
- 一般内科
- 消化器内科
- 循環器内科
- 外科
- 整形外科
- 小児科
- 皮膚科
- 泌尿器科
- 婦人科
- 眼科
- 耳鼻咽喉科
- リハビリテーション科
- 放射線科

## 交通
- JR呉線 安芸津駅から徒歩5分
- 「安芸津病院」バス停からすぐ[4]
  - 安芸津-西条線（芸陽バス[5]） 東広島駅・西条駅方面
  - 安芸津海風バス[6] 木谷線（月火水木運行）、風早・太田線（火金運行）、小松原・大芝線（月水木金運行）
- 安芸津フェリー 安芸津港から徒歩10分
- JR山陽新幹線 東広島駅から車で15分